# 국수 목록
다음은 국수 목록이다.

## 국수
- 컵누들
- 볶음국수
- 라면
- 쌀국수
- 쌀 버미셀리

## 중국의 국수
- 뱡뱡몐
- 당면
- 라이판
- 납면
- 미수앙
- 미셴
- 쌀 버미셀리
- 호판

### 홍콩
- 라면
- 완탄민

## 인도
- 세바이

## 인도네시아
- 박미
- 쌀 버미셀리
- 미고렝
- 당면

## 일본
- 라멘
- 사누키 우동
- 실곤약
- 소바
- 소면
- 우동
- 야키소바

## 한국
- 당면
- 천사채
- 도토리국수
- 가락국수 (요리)
- 쫄면

## 말레이시아
- 차 퀘티아우
- 미고렝
- 반몐
- 완탄민

## 태국
- 카놈 찐
- 쌀국수

## 사진

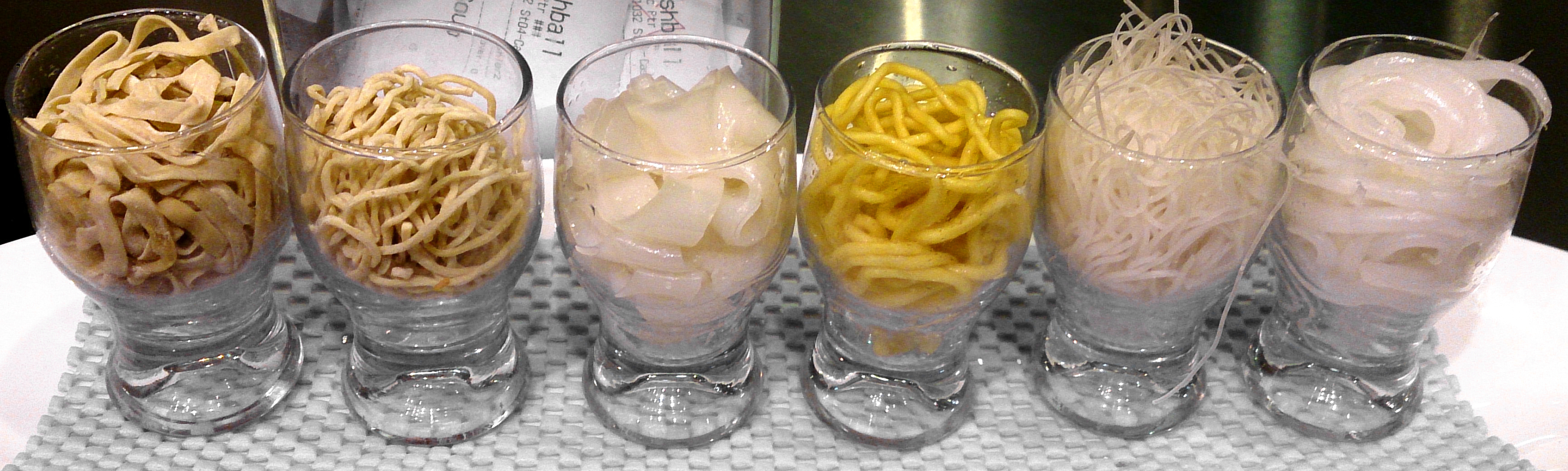
동남아시아에서 흔히 볼 수 있는 다양한 국수
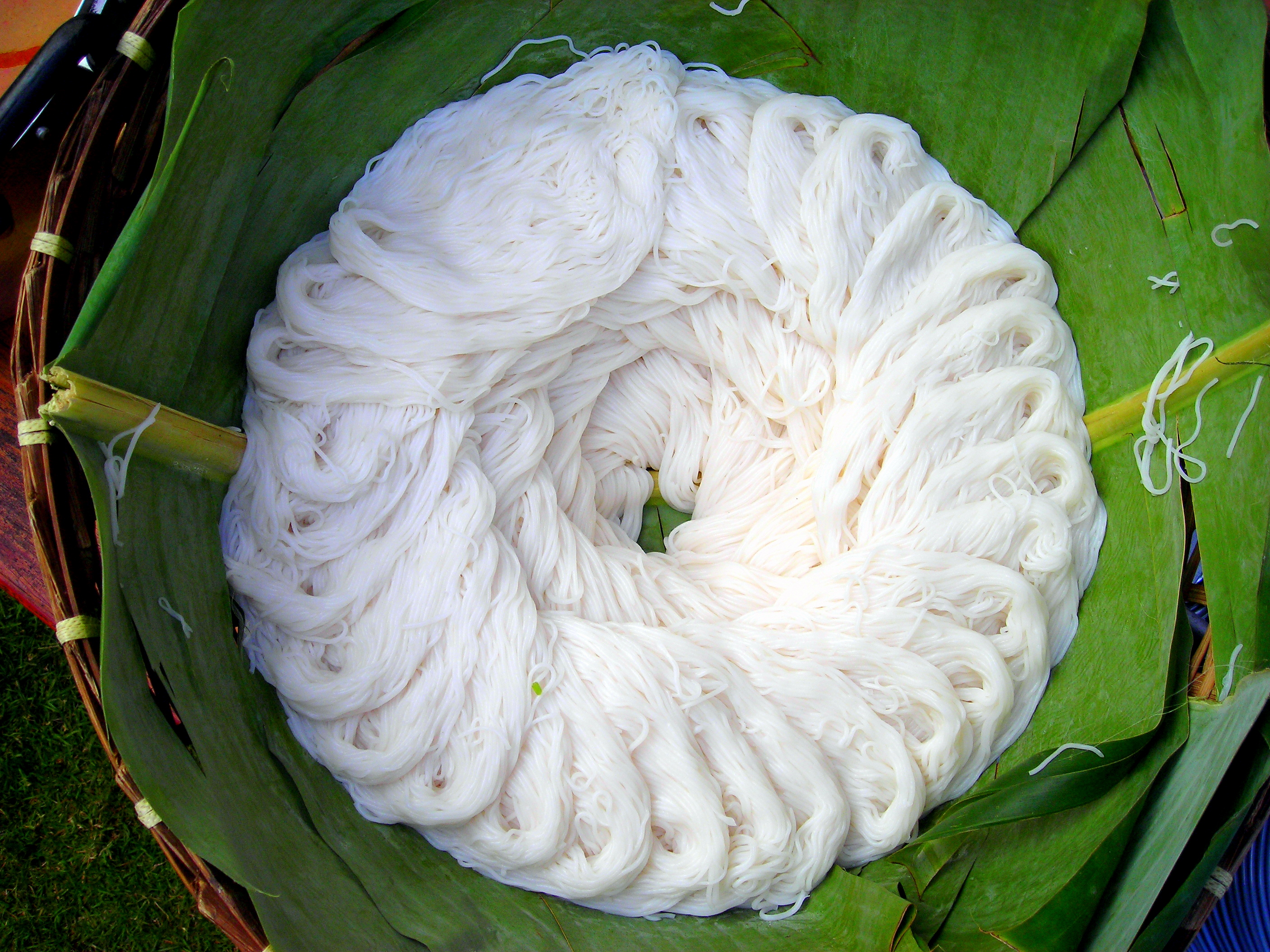
태국의 쌀국수

## 같이 보기
- 안도 모모후쿠 발명기념관